# آلفردو مایو
 آلفردو مارتینِس فرناندِس (اسپانیایی: Alfredo Fernández Martínez‎؛ ‏ ۱۷ مهٔ ۱۹۱۱ – ۱۹ مهٔ ۱۹۸۵) بازیگر و سیاستمدار اهل اسپانیا بود.
از فیلم‌هایی که وی در آن نقش داشته است، می‌توان به آوای وحش، ۵۵ روز در پکن، شکار، داغ ننگ، یخ در بهشت نعنایی، دو مافیا علیه پنجه‌طلایی، لژیونرهای کلئوپاترا، ملکه باشگاه تابارن، حمله روبات‌ها و جاسوسی در لیسبون اشاره کرد.